# Soprador de folhas

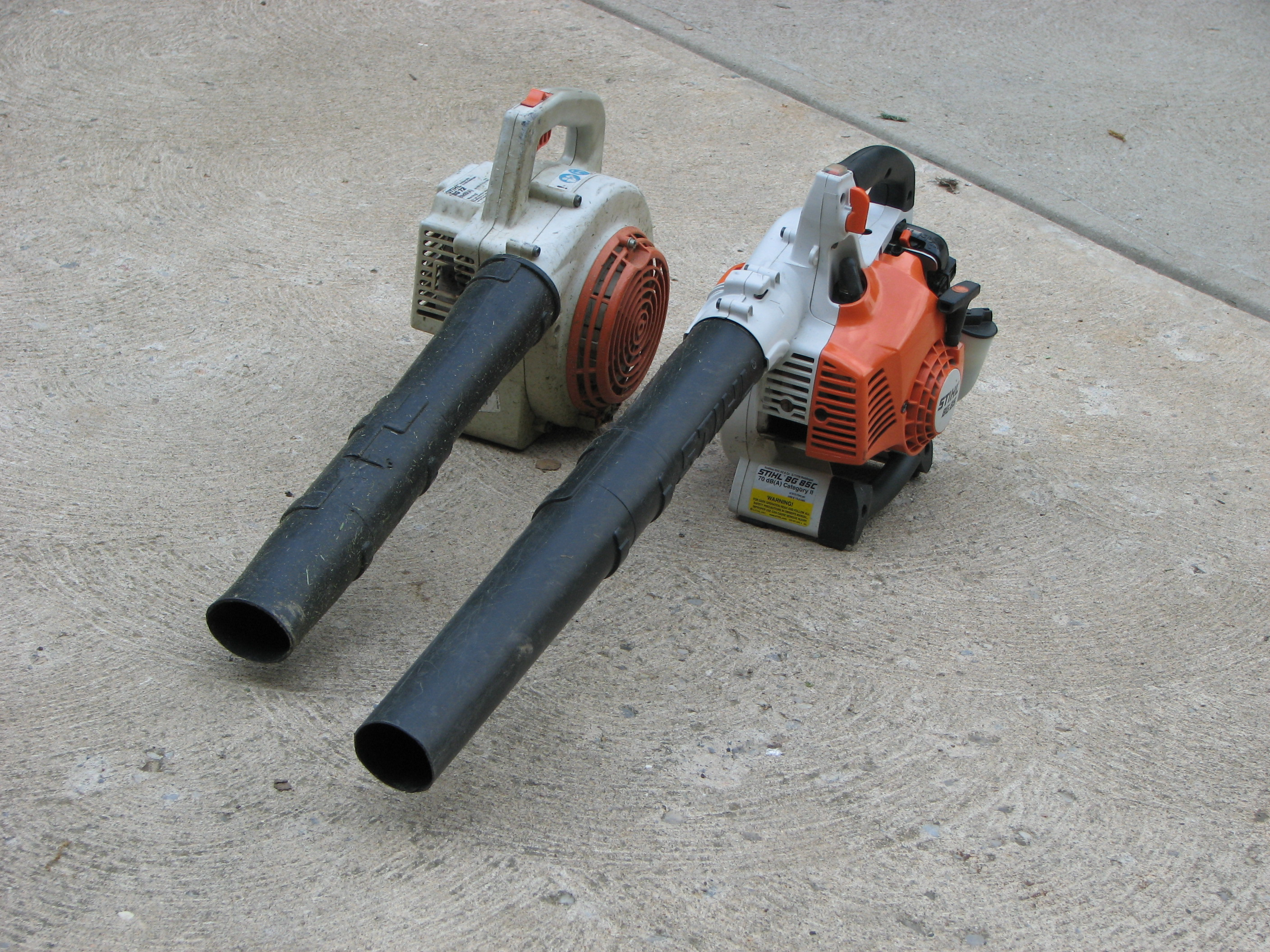
Sopradores de folhas

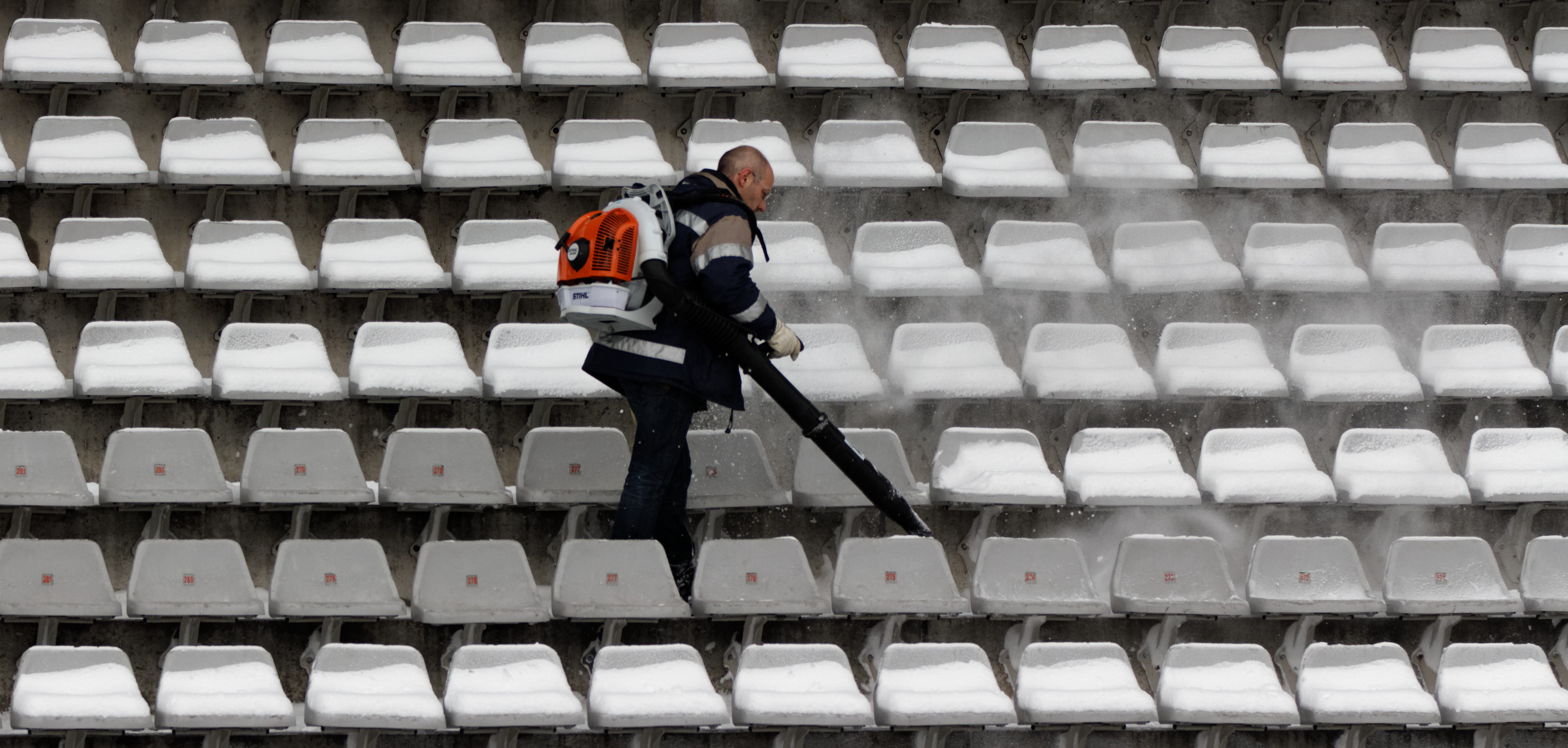

Um soprador de folhas é um dispositivo que impulsiona o ar para fora de um bocal para mover detritos, como folhas e aparas de grama. Os sopradores de folhas são movidos por motores elétricos ou a gasolina. Os modelos a gasolina são tradicionalmente motores de dois tempos, mas os motores de quatro tempos foram introduzidos recentemente para atender parcialmente às preocupações com a poluição do ar. Os sopradores de folhas são normalmente unidades portáteis independentes ou unidades montadas em mochilas. Este último é mais ergonômico para uso prolongado. Unidades maiores podem ficar sobre rodas e até usar um motor para propulsão.. Algumas unidades, chamadas de aspiradores de folhas, também podem sugar folhas e pequenos galhos por meio de um aspirador e triturá-los em um saco.